# Schwingen (Neudrossenfeld)

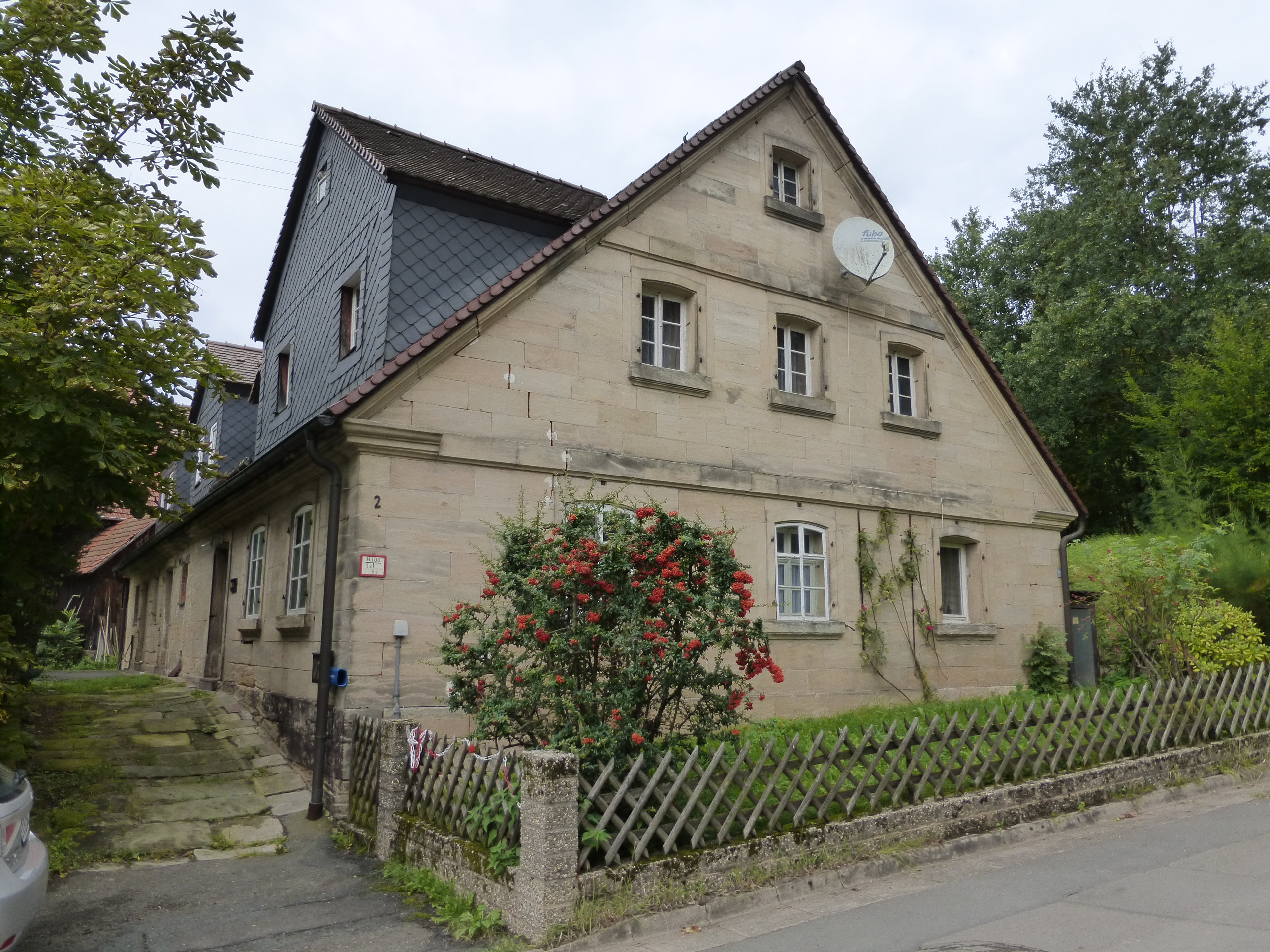
Wohnstallhaus in Schwingen

Schwingen (oberfränkisch: Schwinga) ist ein Dorf in der Gemeinde Neudrossenfeld im oberfränkischen Landkreis Kulmbach in Bayern. Der Ort liegt in der Gemarkung Brücklein.

## Geographie
Das Dorf liegt im Tal des Aubachs, eines rechten Zuflusses des Roten Mains, zwischen dem Rauhen Berg (464 m ü. NHN) im Norden und dem Eichberg (406 m ü. NHN) im Süden. Eine Gemeindeverbindungsstraße führt zur Bundesstraße 85 (1 km westlich) bzw. nach Waldau zur Kreisstraße KU 11 (3 km südöstlich), weitere führen an Siebenbrunn vorbei nach Lindau zur Kreisstraße KU 29 (1,1 km nordöstlich) und zur B 85 (1,2 km südwestlich).

## Geschichte
Der Ort wurde 1337 als Schwingen erstmals urkundlich erwähnt. Dem Ortsnamen liegt das mittelhochdeutsche Wort swinge zugrunde (=Schwingen, ein Vorgang bei der Bearbeitung von Flachs- oder Hanffasern).
Gegen Ende des 18. Jahrhunderts bestand Schwingen aus 11 Anwesen. Das Hochgericht übte das bayreuthische Stadtvogteiamt Kulmbach aus. Dieses hatte zugleich die Dorf- und Gemeindeherrschaft. Grundherren waren das Kastenamt Kulmbach (4 Halbhöfe, 2 Sölden, 2 Tropfhäuslein), der Markgräfliche Lehenhof Bayreuth (1 Gütlein), das Stiftskastenamt Himmelkron (1 Halbhöflein) und die die Amtsverwaltung Donndorf (1 Sölde).
Von 1797 bis 1810 unterstand der Ort dem Justiz- und Kammeramt Kulmbach. Mit dem Gemeindeedikt wurde Schwingen dem 1811 gebildeten Steuerdistrikt Brücklein und der 1812 gebildeten gleichnamigen Ruralgemeinde zugewiesen. Am 1. Januar 1976 wurde Schwingen im Zuge der Gebietsreform in Bayern nach Neudrossenfeld eingegliedert.
Regional bekannt war der Ort durch das „Tanzcenter“ Schwingen Nightlife. 1949 als Gasthaus Müller eröffnet, mutierte es zur Diskothek, in der Stars wie Wolfgang Petry, Patrick Lindner, Pur und Die Flippers auftraten. Auch die Erotik-Spielshow Tutti Frutti war in den 1990er Jahren zu Gast. In den letzten Jahren legten DJs Platten auf. Ende Dezember 2024 wurde die legendäre Einrichtung geschlossen.

### Einwohnerentwicklung
| Jahr      | 001809 | 001818 | 001861 | 001871 | 001885 | 001900 | 001925 | 001950 | 001961 | 001970 | 001987 |
| Einwohner | 89     | 78     | 96     | 93     | 111    | 105    | 106    | 136    | 97     | 79     | 74     |
| Häuser    |        | 13     |        |        | 16     | 16     | 15     | 16     | 17     |        | 18     |
| Quelle    | [ 13 ] | [ 8 ]  | [ 14 ] | [ 15 ] | [ 16 ] | [ 17 ] | [ 18 ] | [ 19 ] | [ 20 ] | [ 21 ] | [ 1 ]  |

## Religion
Schwingen ist seit der Reformation evangelisch-lutherisch geprägt und nach Neudrossenfeld gepfarrt.

## Baudenkmäler
In der Bayerischen Denkmalliste sind 4 Baudenkmäler aufgeführt:
- Wohnstallhaus mit Kasten, Taubenkobel und Nebengebäude
- Wohnstallhaus
- Zwei Türrahmungen